# Hans Hach Verdugo
Hans Hach Verdugo (* 11. November 1989 in Culiacán) ist ein mexikanischer Tennisspieler.

## Karriere
Hach Verdugo spielte zu Anfang seiner Karriere einige Matches auf der ITF Junior Tour, wo er 2017 Platz 250 erreichte. Im selben Jahr spielte er auch erstmals auf der ITF Future Tour. Danach spielte er jedoch bis Mitte 2012 keine Turniere mehr.
Ab 2013 spielte sich der Mexikaner dann kontinuierlich in der Weltrangliste nach oben. Bis Ende 2016 gewann er dabei 18 Future-Titel, wovon lediglich einer im Einzel gewonnen wurde. Das Jahr 2016 schloss er auf Rang 1090 im Einzel sowie Rang 223 im Doppel ab. Dementsprechend feierte er im Doppel auch die größeren Erfolge: In Dallas erreichte er 2015 mit Luis Patiño erstmals ein Challenger-Finale und einige Halbfinals. Auf der ATP World Tour gab er 2016 dank einer Wildcard in Los Cabos sein Debüt. Im Doppel unterlag er mit Patiño Nicolás Almagro und Marcelo Demoliner in zwei Sätzen.
Im September 2018 gewann er seinen ersten Doppeltitel auf der Challenger Tour. In Tiburon spielte er sich mit Luke Saville als Qualifikant bis ins Finale vor. Dort gewannen sie klar in zwei Sätzen gegen die spanische Paarung Gerard Granollers und Pedro Martínez. Durch diesen Erfolg verbesserte er sich auf den 160. Rang, seine bis dahin beste Platzierung in der Weltrangliste.
Seit 2016 spielt Hach Verdugo für die mexikanische Davis-Cup-Mannschaft, für die er eine Bilanz von 3:1 hat.

## Erfolge
| Legende (Anzahl der Siege)  |
| Grand Slam                  |
| ATP World Tour Finals       |
| ATP World Tour Masters 1000 |
| ATP World Tour 500          |
| ATP World Tour 250 (1)      |
| ATP Challenger Tour (10)    |

| ATP-Titel nach Belag |
| Hartplatz (1)        |
| Sand (0)             |
| Rasen (0)            |

### Doppel

#### Turniersiege

##### ATP Tour
| Nr. | Datum         | Turnier   | Belag     | Partner    | Finalgegner              | Ergebnis         |
| --- | ------------- | --------- | --------- | ---------- | ------------------------ | ---------------- |
| 1.  | 24. Juli 2021 | Los Cabos | Hartplatz | John Isner | Hunter Reese Sem Verbeek | 5:7, 6:2, [10:4] |

##### ATP Challenger Tour
| Nr. | Datum              | Turnier      | Belag         | Partner                   | Finalgegner                         | Ergebnis          |
| --- | ------------------ | ------------ | ------------- | ------------------------- | ----------------------------------- | ----------------- |
| 1.  | 30. September 2018 | Tiburon      | Hartplatz     | Luke Saville              | Gerard Granollers Pedro Martínez    | 6:3, 6:2          |
| 2.  | 10. November 2019  | Knoxville    | Hartplatz (i) | Adrián Menéndez           | Bradley Klahn Sem Verbeek           | 7:66, 4:6, [10:5] |
| 3.  | 12. Januar 2020    | Ann Arbor    | Hartplatz (i) | Robert Galloway           | Nicolás Barrientos Alejandro Gómez  | 4:6, 6:4, [10:8]  |
| 4.  | 29. August 2021    | Warschau     | Sand          | Miguel Ángel Reyes Varela | Wladyslaw Manafow Piotr Matuszewski | 6:4, 6:4          |
| 5.  | 12. März 2022      | Monterrey    | Hartplatz     | Austin Krajicek           | Robert Galloway John-Patrick Smith  | 6:0, 6:3          |
| 6.  | 23. Juli 2022      | Indianapolis | Hartplatz (i) | Hunter Reese              | Purav Raja Divij Sharan             | 7:63, 3:6, [10:7] |
| 7.  | 19. November 2022  | Champaign    | Hartplatz (i) | Robert Galloway           | Ezekiel Clark Alfredo Perez         | 3:6, 6:3, [10:5]  |
| 8.  | 4. Februar 2023    | Cleveland    | Hartplatz (i) | Robert Galloway           | Ruben Gonzales Reese Stalder        | 3:6, 7:5, [10:6]  |
| 9.  | 8. Juni 2024       | Tyler        | Hartplatz     | James Trotter             | Andrés Andrade Abedallah Shelbayh   | 7:63, 6:4         |
| 10. | 21. September 2024 | Columbus     | Hartplatz (i) | James Trotter             | Christian Harrison Ethan Quinn      | 6:4, 6:76, [11:9] |

## Abschneiden bei Grand-Slam-Turnieren

### Doppel
| Turnier         | 2018 | 2019 | 2020 | 2021 | 2022 | 2023 | Karriere |
| --------------- | ---- | ---- | ---- | ---- | ---- | ---- | -------- |
| Australian Open | —    | —    | —    | —    | —    | 1    | 1        |
| French Open     | —    | —    | —    | —    | 1    | —    | 1        |
| Wimbledon       | —    | —    |      | —    | 2    | —    | 2        |
| US Open         | 1    | —    | —    | —    | 1    | —    | 1        |